# Dallgow-Döberitz
Dallgow-Döberitz é um município da Alemanha, situado no distrito de Havelland, no estado de Brandemburgo. Tem 65,96 km² de área, e sua população em 2019 foi estimada em 10.019 habitantes.